# 鋼鉄の咆哮2 ウォーシップガンナー
鋼鉄の咆哮2 ウォーシップガンナー（くろがねのほうこうツー ウォーシップガンナー）はコーエーから2003年に発売された第二次世界大戦期を題材にしたPS2用海戦アクションゲーム。鋼鉄の咆哮シリーズのPS2版第2作、Windows版も含めた発売順では第4作である。（WSC2のエクストラキットも1作と数えた場合。数えなければ第3作。）『WSG』『WSG1』等と略される。ゲームシステムについてはシリーズ項目参照。

## 概要
PlayStation 2版の完全オリジナル作品であり、開発はマイクロキャビンでなくコーエーが担当している（マイクロキャビンは開発協力）。この作品からPS2版は完全3D化されていく。Windows版と違い、戦闘はプレイヤーの1隻のみで、ミサイルなどを自動で迎撃してくれる自動兵装は無く、ミサイルや敵航空機が接近した場合ボタンを押して手動で迎撃モードに移行しなければならない。ちなみにミッションは主目標のみである。またストーリーモードとは別のモードが追加された。
（ステージはストーリーモードと一緒）
ストーリーはWindows版鋼鉄の咆哮2 ウォーシップコマンダーと類似しているが、若干異なる設定がある、そのためオープニング映像も同じではあるが、冒頭部分がカットされている。また2020年現在、コンシューマ版では唯一お遊び要素の一つである「特殊任務」の類が無い。戦闘画面に登場する敵艦船の3Dモデルの多くは提督の決断4から流用されている。
ミッションの説明などにおいて、副官、オペレーターなど声の出演はあるのだが、キャラクター絵は一切無い。

## 特徴
WWIIモード
生産される部品や手に入る部品は第二次世界大戦までの部品のみのモードで、おなじみのレーザー兵器などは出現しない。敵も同様の制約を受けているが、一部の超兵器のみルール違反に相当する武装を搭載している（時代的には存在した兵器だが、艦載兵装ではない装備を搭載している）。
サバイバルモード
「鋼鉄の咆哮2 ウォーシップコマンダー」の「サバイバルモード」と同様、ストーリーモードの艦で最初のステージから装備を変更せずにどこまでいけるか競うモード。

### 登場超兵器
Windows版の鋼鉄の咆哮2に登場したものと同名のキャラが登場するが、一部のキャラクターは名前だけで別物となっている。また大半の超兵器はWindows版よりも非常に大きく描写されており、「巨大」が付かないヴィルベルヴィント（シュトゥルムヴィント）ですら通常の戦艦の倍を超える3Dモデルとなっている。
超高速巡洋戦艦「ヴィルベルヴィント」
本作から新登場の超兵器。Windows版のシュトゥルムヴィントに相当する艦であり、同様に70ktを超える速力を備えた巡洋戦艦として登場する。
超巨大潜水戦艦「ドレッドノート」
超巨大爆撃機「[アルケオプテリクス]」
逆ガルウィングを備えた双胴の超巨大爆撃機。Windows版と違い、機体の色が赤に変更されている。
超巨大双胴戦艦「ハリマ」
Windows版では漢字表記「播磨」であったが、カタカナで「ハリマ」と表記されている。「東亜の魔神」の異名を持つ。
超巨大ドリル戦艦「アラハバキ」
ハリマと同様にカタカナ表記で統一されている（漢字は「荒覇吐」）。
超巨大双胴強襲揚陸艦「デュアルクレイター」
超巨大氷山空母「ハボクック」
超巨大戦艦「ヴォルケンクラッツァー」
帝国中枢を「聖域」と名づけ、それ以外の帝国に反旗を翻す地域を大陸ごと沈める、解放軍殲滅作戦「エーヴィッヒグランツ」の要。Windows版と同様にラスボスとして登場する。「波動砲」は「地殻を破壊する」威力を持つとされている。
超巨大レーザー戦艦「グロース・シュトラール」
超巨大高速潜水艦「ノーチラス」
Windows版から大きく変更のあったキャラクター。本作ではドレッドノート級2番艦という設定になっており、Windows版では同型艦という表記も無く常に潜航していたのに対し、本作ではドレッドノートと同じく浮上して攻撃を行う（同作に登場した「改ドレッドノート」に近い性能となっており、光学兵器を使用する）。
超高速巡洋戦艦「シュトゥルムヴィント」
Windows版ではシュトゥルムヴィント級という扱いであったが、本作ではヴィルベルヴィント級2番艦として登場。Windows版に登場したシュトゥルムヴィントIIに相当する位置づけで、同様に光学兵器を搭載している。基本の難易度NORMALですら最大速力150ktという俊敏性を持つ。HARDでは最大速力180ktとなるが、これは全シリーズの水上艦を通して最速である。
超巨大ドリル戦艦「アマテラス」
本作から新登場の超兵器。Windows版の改荒覇吐に相当する艦であり、同様にアラハバキの性能を底上げした能力を持つ。
超巨大航空戦艦「ムスペルヘイム」
戦艦の両舷に空母を2隻連結させた異型の超巨大航空戦艦。Windows版と同様にプラズマ砲や61cm砲を搭載しているが、本作での主砲はレールガンとなっている。デザイン面ではWindows版の戦艦部位はグロース・シュトーラルに3連装砲塔を増設したような艦であったが、本作では同級にウォータージェットが追加されただけの形状に簡略化されている。空母部分も左右対称のデザインに変更されており、Windows版の超兵器空母ペーター・シュトラッサーような空母単体のボスは出現しない。
超巨大戦艦「ルフトシュピーゲルング」
ヴォルケンクラッツァー級2番艦、Windows版の改ヴォルケンクラッツァーに相当する位置づけとなっており、ヴォルケンクラッツァーの性能と装備を全体的に強化したようなスペックとなっている。

### キャスト
- 副官：松本保典
- オペレーター：川崎恵理子